# Colcombe Castle
Colcombe Castle är ett slott i Storbritannien.   Det ligger i grevskapet Devon och riksdelen England, i den södra delen av landet, 220 km väster om huvudstaden London. Colcombe Castle ligger 27 meter över havet.
Terrängen runt Colcombe Castle är huvudsakligen platt, men västerut är den kuperad. Colcombe Castle ligger nere i en dal.  Närmaste större samhälle är Seaton, 4,8 km söder om Colcombe Castle. 